# Étangs de Commelles
Les étangs de Commelles, sur les communes d’Orry-la-Ville et de Coye-la-Forêt au sud du département de l'Oise, font partie du domaine de Chantilly. Créés au XIIIe siècle dans la vallée de la Thève, c'est un des lieux de promenades très fréquentés de la forêt de Chantilly.

## Localisation et accès

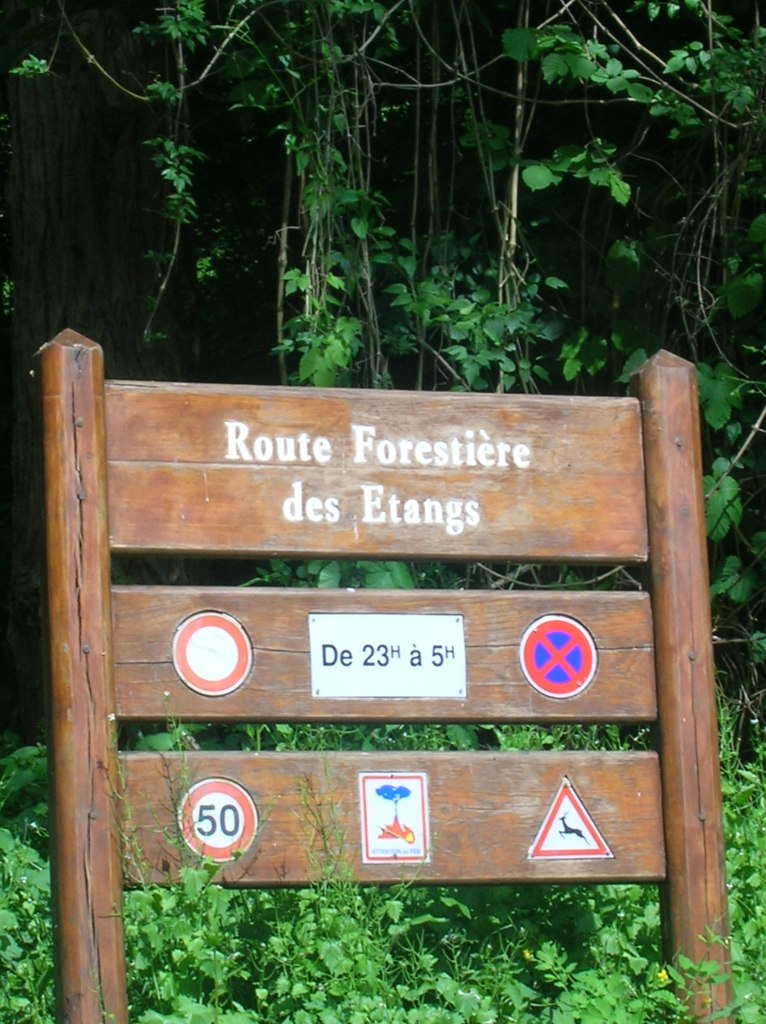
Route entre Coye et les étangs

Les étangs sont situés dans la vallée de la Thève, affluent de la rivière Oise, dans le bassin de la Seine. Cette rivière longue de 33,5 km comprend plusieurs étangs dans sa vallée : les étangs Saint-André à Thiers-sur-Thève en amont de Commelles ou encore les étangs de Royaumont en aval.
Les étangs de Commelles occupent un espace d'une quarantaine d'hectares particulièrement encaissé à cet endroit, sur une longueur de près de 2,5 km et d'une largeur de 250 m. Ils sont divisés en réalité en quatre étangs distincts pour un total de 30,96 ha, soit successivement de l'amont vers l'aval :
- l'étang Comelle (6,5 ha), en partie comblé par une île couverte d'une roselière ;
- l'étang Chapron (5,55 ha) ;
- l'étang Neuf (8,96 ha)
- l'étang de la Loge (9,95 ha)[2].

Situés à 1,5 km du centre de Coye-la-Forêt, on y accède grâce à la route forestière des étangs ou depuis le carrefour de la Table, situé sur la route D924A entre La Chapelle-en-Serval et Chantilly. La circulation y est interdite entre 23 heures et 5 heures.

## Toponymie
Le nom de Commelles connaît encore aujourd'hui des graphies très variables : Comelle, Commelle, Comelles, Commelles. Aucune uniformisation de l'orthographe n'existe, même au niveau local.
La plus ancienne mention du nom remonte à 1136 : le cartulaire de l'abbaye de Chaalis parle à cette date de in territorio commelensi. Plusieurs étymologies sont proposées pour ce nom :  pour certains il viendrait de la présence de Cormier dans le voisinage, pour d'autres il évoquerait le souvenir d'une colonne romaine ou borne milliaire (columnella) ou encore proviendrait de l'ancien français Combele qui signifie vallée étroite ou petit vallon.

## Histoire
Les terres de Commelles sont achetées par Louis VI le Gros à Guillaume de Mello et données en 1136 à l'abbaye de Chaalis. En 1151, une grange y est construite par cette abbaye cistercienne : c'est une exploitation agricole tenue par des moines convers. De cette grange, il subsiste la base de bâtiments datant du XIIIe siècle ainsi qu'un ancien four à tuiles. Les étangs eux-mêmes sont probablement aménagés dans le lit de la rivière dans la première décennie du XIIIe siècle comme le prouvent deux chartes de l'abbaye de Chaalis évoquant un vivier à poissons.
L'extrémité des étangs sur le territoire actuel de la commune de Coye appartenant toujours au roi de France a été donnée à l'abbaye de la Victoire, à proximité de Senlis, à sa fondation en 1223 puis vendue peu de temps après en 1293 au seigneur Pierre de Chambly, seigneur de Viarmes. Ne formant qu'un seul ensemble, l'étang est divisé en deux au début du XVe siècle, ce qui donne naissance à l'étang Chapron. Peu de temps après, un troisième étang est construit en aval, c'est l'étang de la Loge de Viarmes, plus couramment appelé étang de la Loge. Sur un plan de 1480, on distingue quatre étangs : successivement d'amont en aval, l'étang de Comelle, l'étang Chapron, l'étang de La Loge de Viarmes et celui de la Troublerie. Ce dernier étang a depuis disparu (aujourd'hui devenu une zone humide) ; ayant été asséché au XVIIe siècle, il n'apparaît plus sur le plan de 1863.
Propriété de l'abbaye de Royaumont depuis 1412, les étangs sont vendus en 1658 au nouveau seigneur de Coye, Toussaint Rose, secrétaire de Louis XIV. À sa mort en 1701, ils sont rachetés par le seigneur de Chantilly, Henri-Jules de Bourbon-Condé, fils du Grand Condé. Les étangs constituent alors toujours des viviers à poissons, mais ils servent aussi à alimenter le moulin de la Loge (situé au niveau de l'actuel château de la Reine Blanche ) qui sert de moulin à tan au XVe siècle puis de moulin à draps à partir du XVIe siècle. Un autre moulin était situé entre l'étang Chapron et l'étang Neuf. Ce dernier moulin est abandonné en 1765, et le moulin de la Loge en 1825.
Pendant la Révolution française, les étangs sont mis sous séquestre puis vendus. Rachetés par Louis VI Henri de Bourbon-Condé en 1819, les bois environnants et les étangs servent de cadre aux chasses princières. De nombreux bat-l'eau s'y déroulent et les étangs sont souvent représentés dans les peintures de vénerie de l'époque. Ils sont légués à l'Institut de France qui en devient propriétaire en 1897.

## Un espace naturel sensible

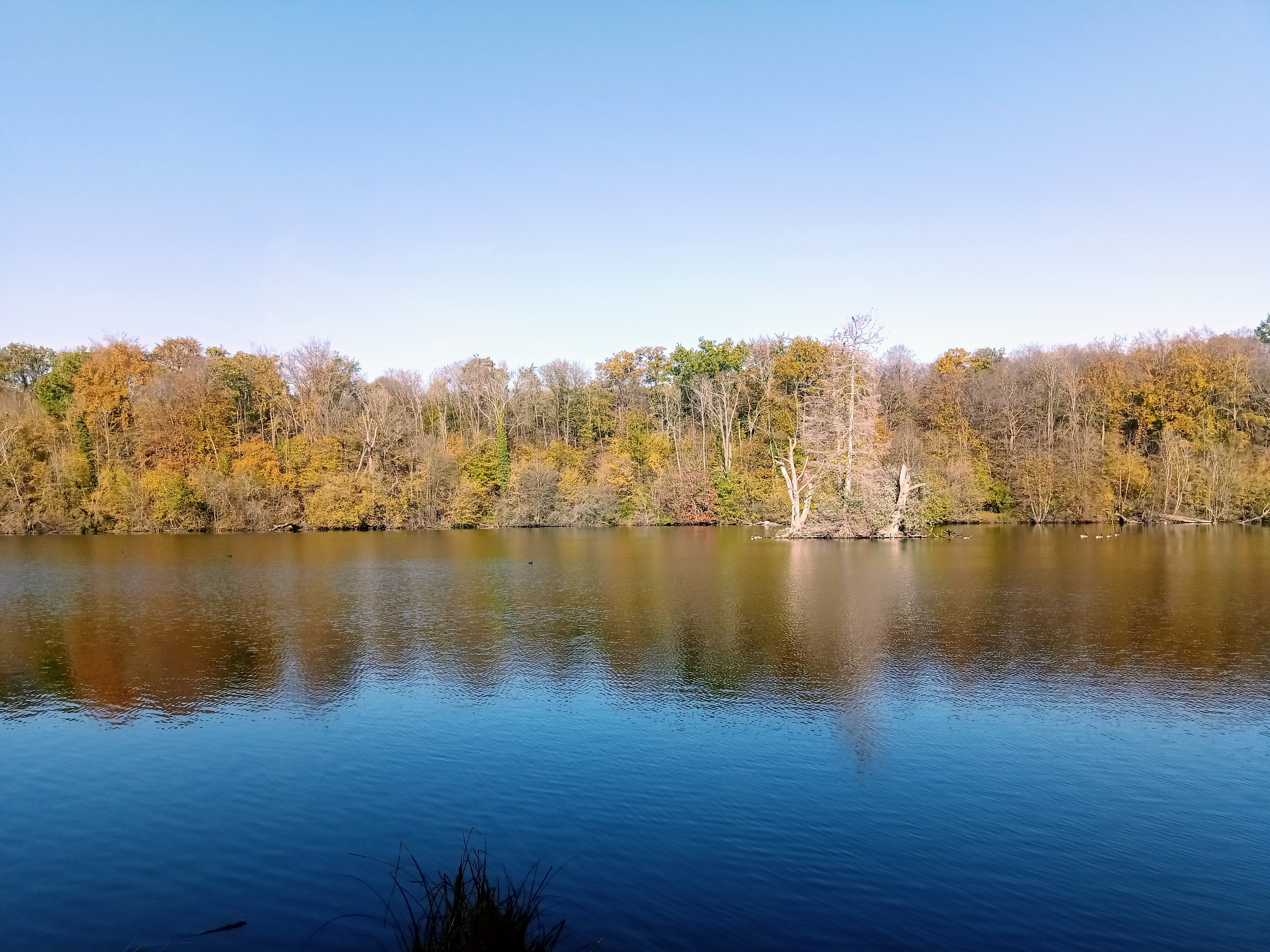
L'étang Neuf des étangs de Commelles

Les étangs font partie des espaces les plus remarquables de la forêt de Chantilly pour son patrimoine naturel. Ils font partie intégrante de la zone naturelle d'intérêt écologique, faunistique et floristique (ZNIEFF) de type 1 appelée : « Massif forestier de Chantilly / Ermenonville ». Ils sont concernés par ailleurs par deux zones Natura 2000 :
- une zone de protection spéciale (ZPS) –  Forêts picardes : massif des Trois Forêts et Bois du Roi – couvre 13 615 ha et notamment la quasi-totalité de la forêt de Chantilly. Cette zone concerne particulièrement la protection des oiseaux et plus spécifiquement 12 espèces recensées[10] ;
- une zone spéciale de conservation (ZSC) – Massifs forestiers d'Halatte, de Chantilly et d'Ermenonville – sur une surface de 2 396 ha, qui ne couvre en l'occurrence que le marais de la Troublerie. Elle concerne particulièrement la protection de 18 types d'habitats différents, d'une vingtaine d'espèces florales protégées et d'une soixantaine d'espèces florales menacées, ainsi que quatre espèces de faune[11].

Les étangs sont protégés par ailleurs en tant que site classé au titre du domaine de Chantilly et les communes de Coye-la-Forêt et Orry-la-Ville appartiennent au parc naturel régional Oise-Pays de France depuis sa création en 2004.
Selon une étude réalisée en 1983, la vase atteignait une épaisseur de 2,5 m en moyenne pour une hauteur d'eau de 1 à 2 mètres maximum. Il en résulte une eutrophisation très forte, avec une flore aquatique à peu près inexistante. On trouve quand même le myriophylle verticillé, le nénuphar jaune (nuptar lutea), le cératophylle épineux ainsi que des callitriches.
Le marais de la Troublerie est sans doute l'espace le plus intéressant écologiquement. Ancien étang asséché, il a été reconverti en peupleraie au cours du XIXe siècle, sylviculture abandonnée par l'Office national des forêts gestionnaire de la forêt de Chantilly lors du précédent plan d'aménagement en 1991-2005. Il s'y développe une forme d'habitat original constitué de  marais calcaire à Cladion Marisque (Cladium mariscus). Ce type d'habitat est considéré comme rare et menacé en Picardie et nécessite un entretien particulier.
Par ailleurs, les étangs servent toujours à la pêche, gérée par un locataire de l'Institut. On y trouve notamment des carpes, brochets, sandres, perches, tanches, gardons, brèmes, goujons, ablettes, truites, rotengles.

## Lieux et monuments aux abords

### Le château de la Reine Blanche

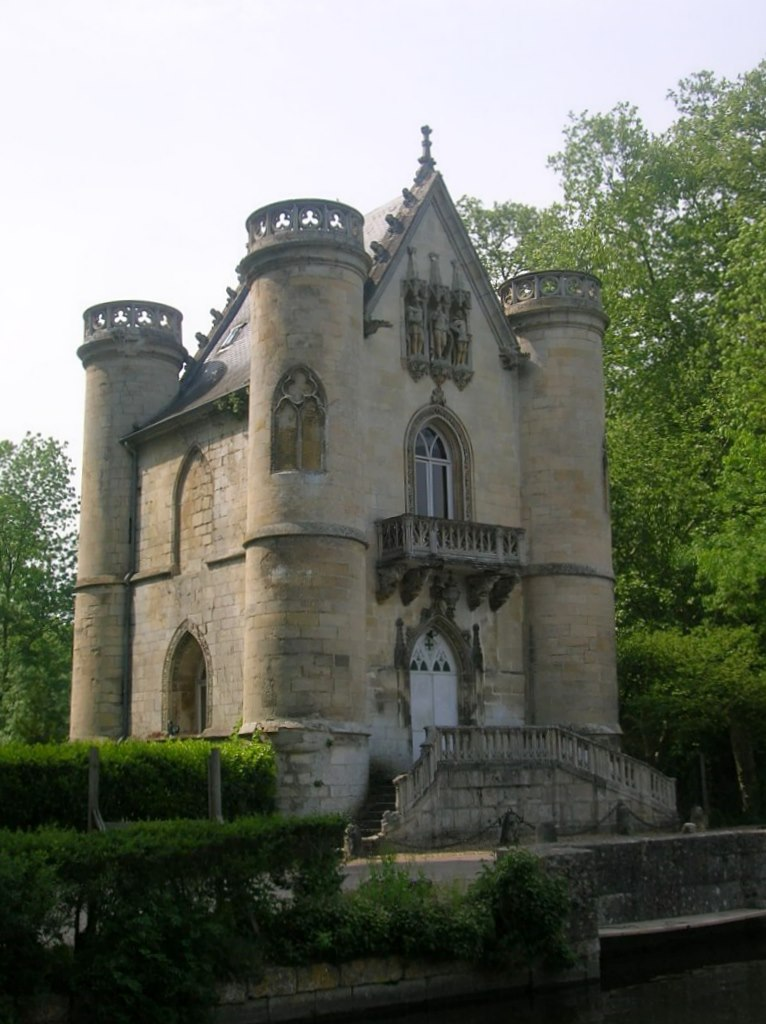
Le château de la Reine Blanche, Coye

Le « château de la Reine Blanche », situé à l'extrémité ouest des étangs de Commelles, est le bâtiment emblématique des étangs. Selon la légende, la reine Blanche de Castille y aurait résidé. En fait, de son vivant, l'édifice n'existait pas encore. Mais la proximité de plusieurs châteaux royaux (Asnières-sur-Oise, Senlis, Creil, etc.) et ses fréquents séjours à Asnières et Royaumont permettent toutefois de penser qu'elle connaissait cette partie de la forêt.
Propriétaire de cette partie des étangs à partir de 1293, Pierre de Chambly, seigneur de Viarmes fait construire un logis flanqué de quatre tourelles en encorbellement. Il porte dès lors le nom de la Loge de Viarmes. Pierre de Chambly a pour successeur Jean de Boulainvilliers, auquel le duc Louis Ier d'Orléans achète le domaine de la Loge de Viarmes en 1406, pour en faire aussitôt don aux Célestins de Paris, qui cependant le vendent dès 1412 à l'abbaye de Royaumont. Les premières mentions du moulin flanquant la loge remontent au XVe siècle, mais le gros œuvre de ses maçonneries paraît contemporain au logis. Quand en 1655 Toussaint Rose achète la seigneurie de Coye, il cherche à agrandir ses terres et c'est ainsi qu'il procède à un échange avec les religieux de Royaumont, cette opération faisant de lui le propriétaire du domaine de la Loge, en mauvais état avec un étang à moitié comblé.
Après la mort de Toussaint Rose, survenu le 6 janvier 1701 à l'âge de quatre-vingt-neuf ans, les héritiers vendent rapidement le domaine à la famille de Bourbon-Condé qui le garde jusqu'en 1788. La loge sert ensuite de logement au meunier. En cette année, Guillaume Mandrou de Villeneuve, qui avait racheté le château de Coye un an auparavant, rachète également la Loge de Viarmes et transforme le moulin en papeterie, comme il l'avait fait avec la manufacture de Coye. Quatre changements de propriétaire s'enchaînent entre 1795 et 1815, mais le destin du château de Coye et de la Loge de Viarmes restent liés. Cela change quand Alexandre Andryane, propriétaire du château de Coye (qui reste toujours dans sa famille jusqu'à ce jour), cède le domaine de la Loge à Louis VI Henri de Bourbon-Condé en 1825. Ce dernier charge aussitôt son architecte, Victor Dubois, de reconvertir la Loge en un rendez-vous de chasse.

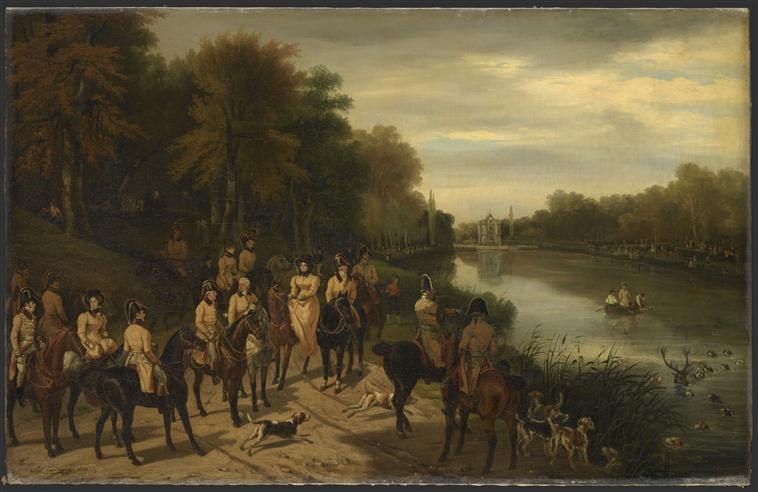
L’hallali aux étangs de Commelles par Adoplphe Ladurner, Musée Condé, peint en 1828 à l'achèvement du château.

Le bâtiment est un exemple très précoce pour la France de style néogothique. Cette précocité est sans doute due au séjour du prince en Angleterre. Les travaux durent jusqu'en 1828. Trois statues de chevaliers, ajoutées sur la façade, sont réalisées par les sculpteurs Boichard et Thierry, tout comme les consoles sous la forme d'animaux fantastiques, les gargouilles et les balustrades. À l’intérieur, le bâtiment est constitué de deux pièces : un salon au rez-de-chaussée et une salle à manger au premier étage, auxquelles s'ajoutent des dégagements dans les tourelles. Les pièces sont voûtées sur croisées d'ogives, et les murs agrémentés de stucs imitant des lambris et de tentures vertes. Le mobilier d'origine dans la salle à manger était aussi dans le même style avec chaises à haut dossier et tables de bois. L'apparence générale est très proche de celle du château de Mont-l'Évêque, situé dans la région et datant de la même époque. Les environs du bâtiment servent pendant tout le XIXe siècle de point de départ ou d'arrivée des chasses des princes et des ducs. Le 11 mars 1882, une grande chasse est donnée en l'honneur d'Élisabeth d'Autriche, et le lunch est servi au château de la Reine Blanche. Contrairement au sort qu'il a réservé à la majorité du domaine de Chantilly, le duc d'Aumale ne donne pas à l'Institut de France le château de la Reine Blanche qui devient, à sa mort en 1897, la propriété du duc de Chartres. Le décor intérieur du bâtiment subsiste, bien qu'en état médiocre. Loué pour un bail commercial par l'Institut de France, il ne se visite pas,. Le bâtiment est classé Monument historique depuis le 9 mai 1989.

### Le viaduc de Commelles

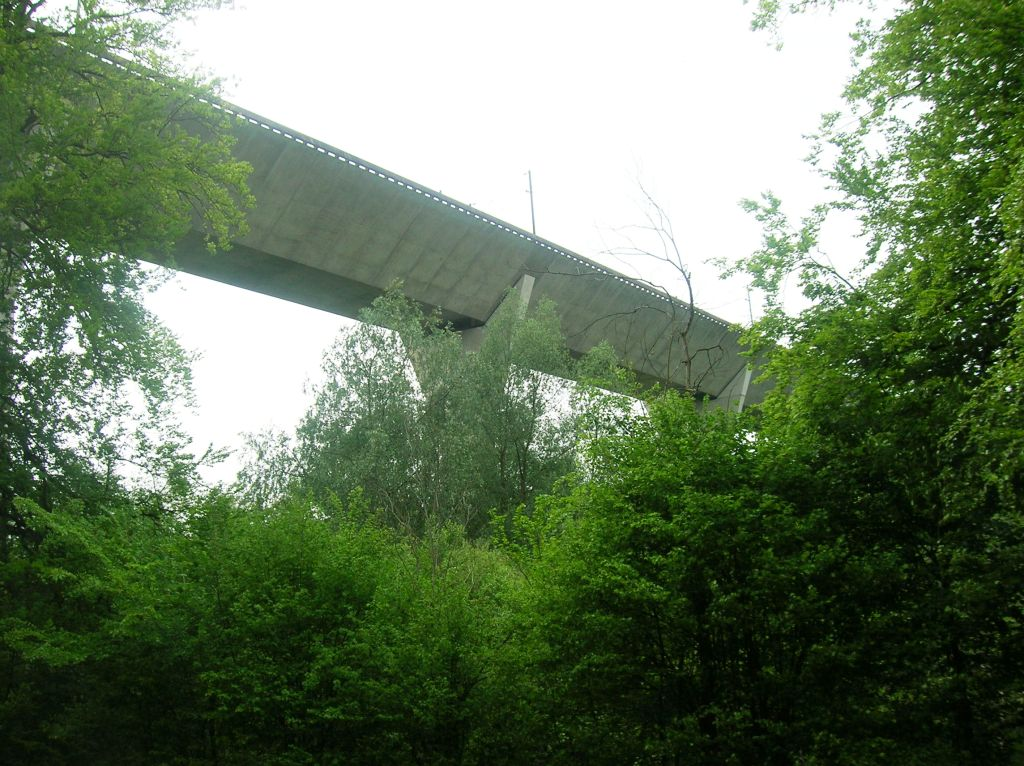
Viaduc de Commelles vu depuis les étangs

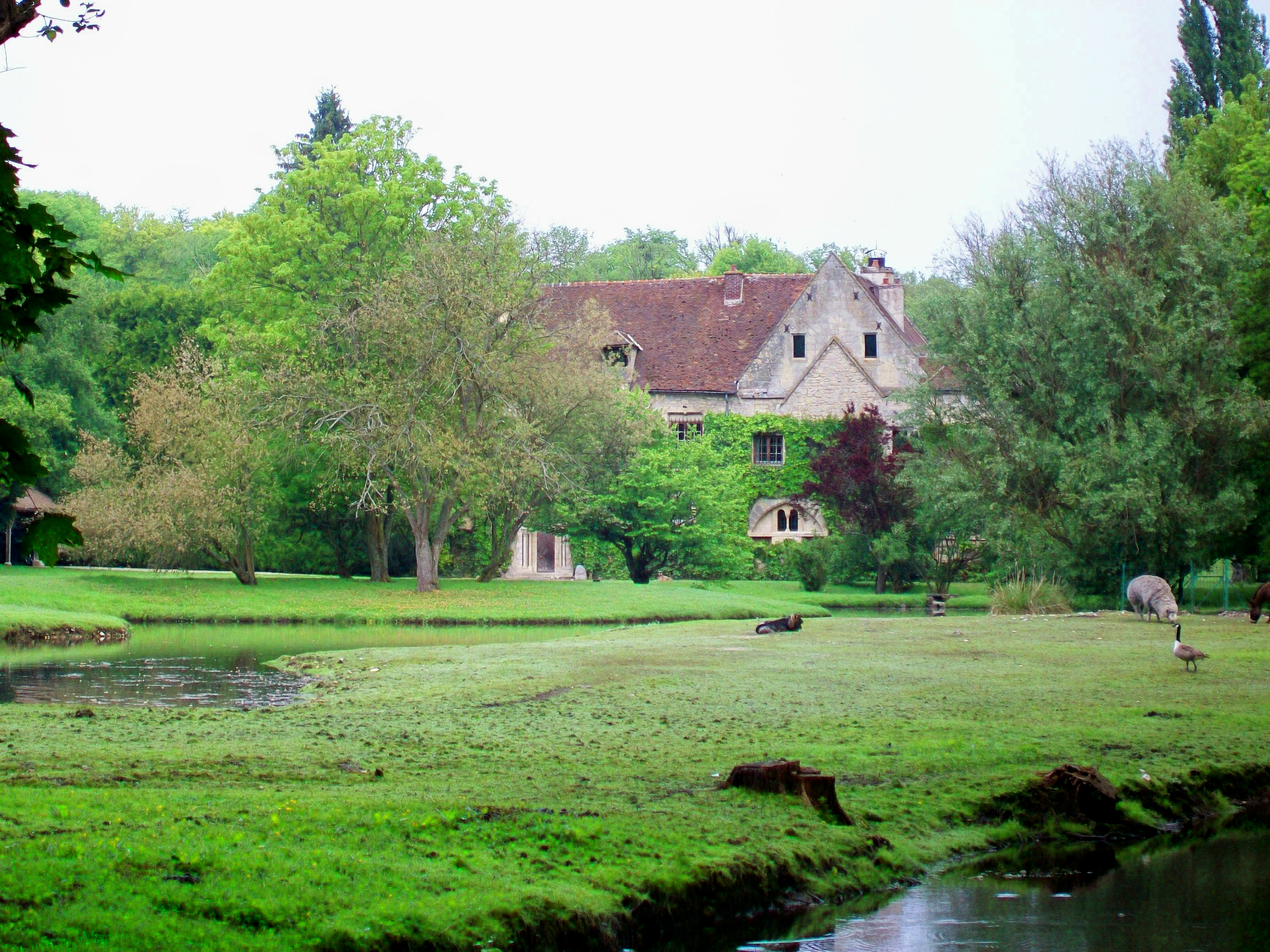
Le corps de logis qui subsiste de l'ancienne grange de l'abbaye de Chaalis.

La vallée de la Thève, au niveau des étangs et plus précisément du marais de la Troublerie, est traversée par la voie ferrée Paris - Creil - Lille depuis 1859. La ligne de chemin de fer emprunte pour cela le viaduc de Commelles, actuellement à trois voies (mais édifié pour quatre) et d'une longueur de 380 m. En aval des étangs, il est élevé de 1980 à 1984 en béton pré-contraint, en remplacement d'un ancien viaduc qui avait été construit par l'ingénieur Pinel entre 1856 et 1859. Ce viaduc en pierre était constitué de 15 arches, chacune d'une portée de 19 m et atteignant la hauteur maximale de 38 m. Inadapté à la circulation ferroviaire actuelle avec ses deux voies, il a finalement été détruit le 12 décembre 1985. Il n'en reste plus que la trace des fondations

### L'ancienne grange de Commelles et sa tuilerie
Située entre les étangs et le village de Montgrésin, l'ancienne grange de Commelles constitue une importante propriété appartenant à Institut de France et loué à un particulier. L'ensemble n'est pas visitable ni bien visible de l'extérieur. Ceinturé de hauts murs, on accède au domaine par une grande porte en pierre de taille située au sud-est.
Au sein de cette enceinte, on retrouve les traces de multiples bâtiments, en grande partie ruinés, aux murs ne dépassant pas 1,5 m, au milieu desquels n'émerge que la cheminée d'un ancien four à tuile pendant longtemps appelée de manière erronée « lanterne des morts ». Ce bâtiment est le seul protégé au titre des monuments historiques (classé depuis 1914). Autour de cette cheminée de forme conique, devaient se trouver les bâtiments annexes de cette tuilerie. On trouve la trace de carreaux de pavement utilisés en réemplois dans certains murs. La tuilerie a fait l'objet d'une fouille archéologique en 1903. Plusieurs carreaux de pavement retrouvés sur le site semblent proches de certains retrouvés dans l'abbatiale de Chaalis et dans certains bâtiments de Senlis.
Un plus grand bâtiment, de 60 m sur 15 et comprenant une annexe accolée de 10 m sur 10, avait peut-être la forme d'un préau tourné vers les étangs. Ce dernier ensemble a peut-être servi de bergerie comme le sous-entend un descriptif de 1667. À cette date, l'ensemble est déjà totalement ruiné.
Le seul bâtiment complet subsistant est un corps de logis dont les parties les plus anciennes, dans ses parties basses, remontent au XIIIe siècle. Il a probablement servi de logement aux moines convers puis au maître de la grange, au moins dans la partie haute. Il comprend une tour au nord-est qui a été ajoutée au XVIe siècle. Ses murs sont ouverts par de grandes baies en tiers-point. Des bâtiments annexes autrefois accolés aux murs ont disparu depuis. La façade a été plusieurs fois transformée notamment par des ajouts à la fin du XXe siècle.
À cette grange, s'adjoignaient non loin de là des carrières de pierre qui ont servi de champignonnières, s'étendant sur 2,78 ha, ainsi que des fours à chaux autrefois situés au lieu-dit de la Fontaine d'Orry. On suppose aussi l'existence d'une ancienne verrerie, qui a laissé son nom à un toponyme dans la forêt de Coye, mais sans qu'aucune trace archéologique ne soit là pour le confirmer.

## Galerie d'images

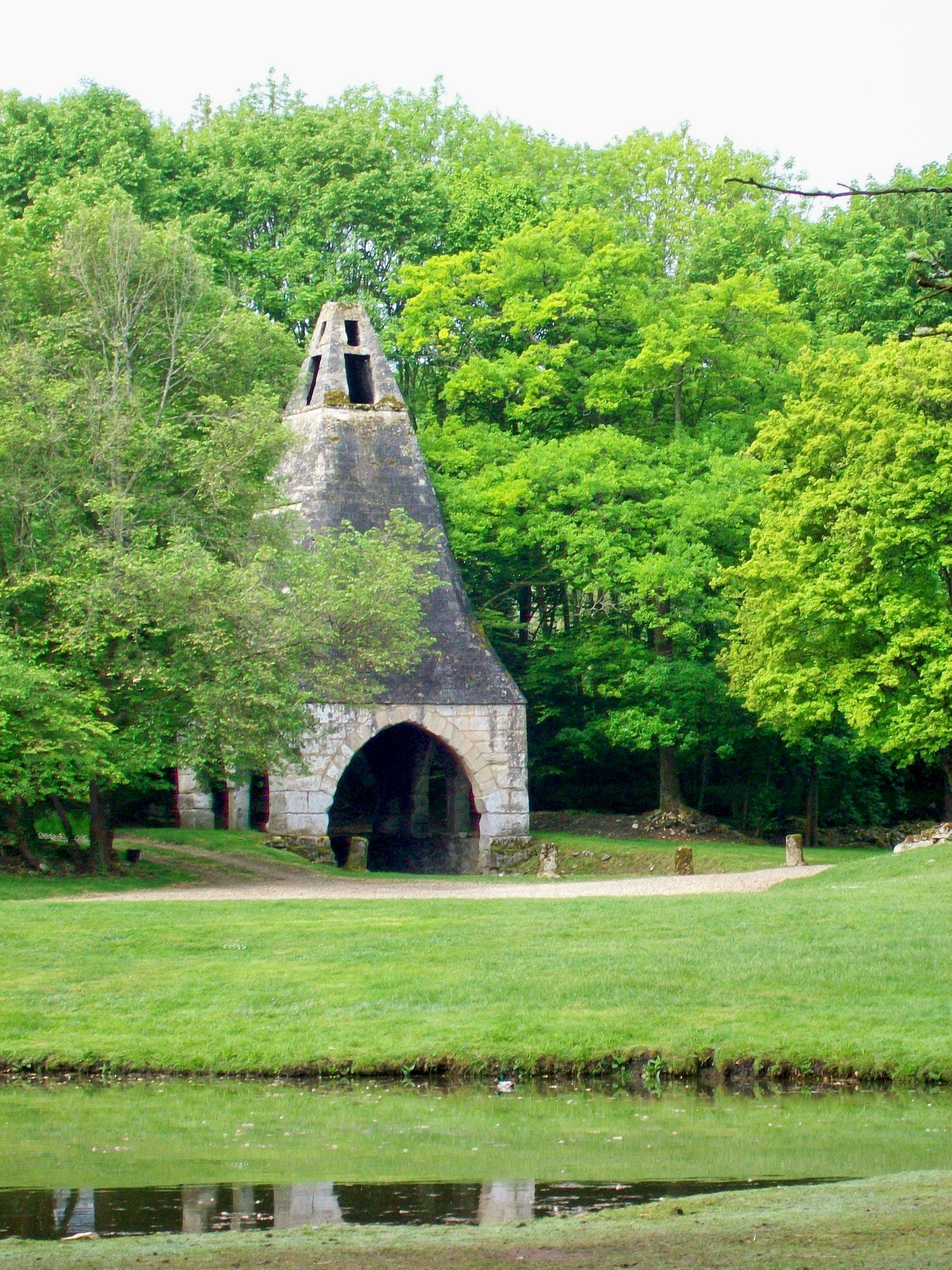
Four de la tuilerie de l'abbaye de Chaalis, connu localement comme la « lanterne des morts ».
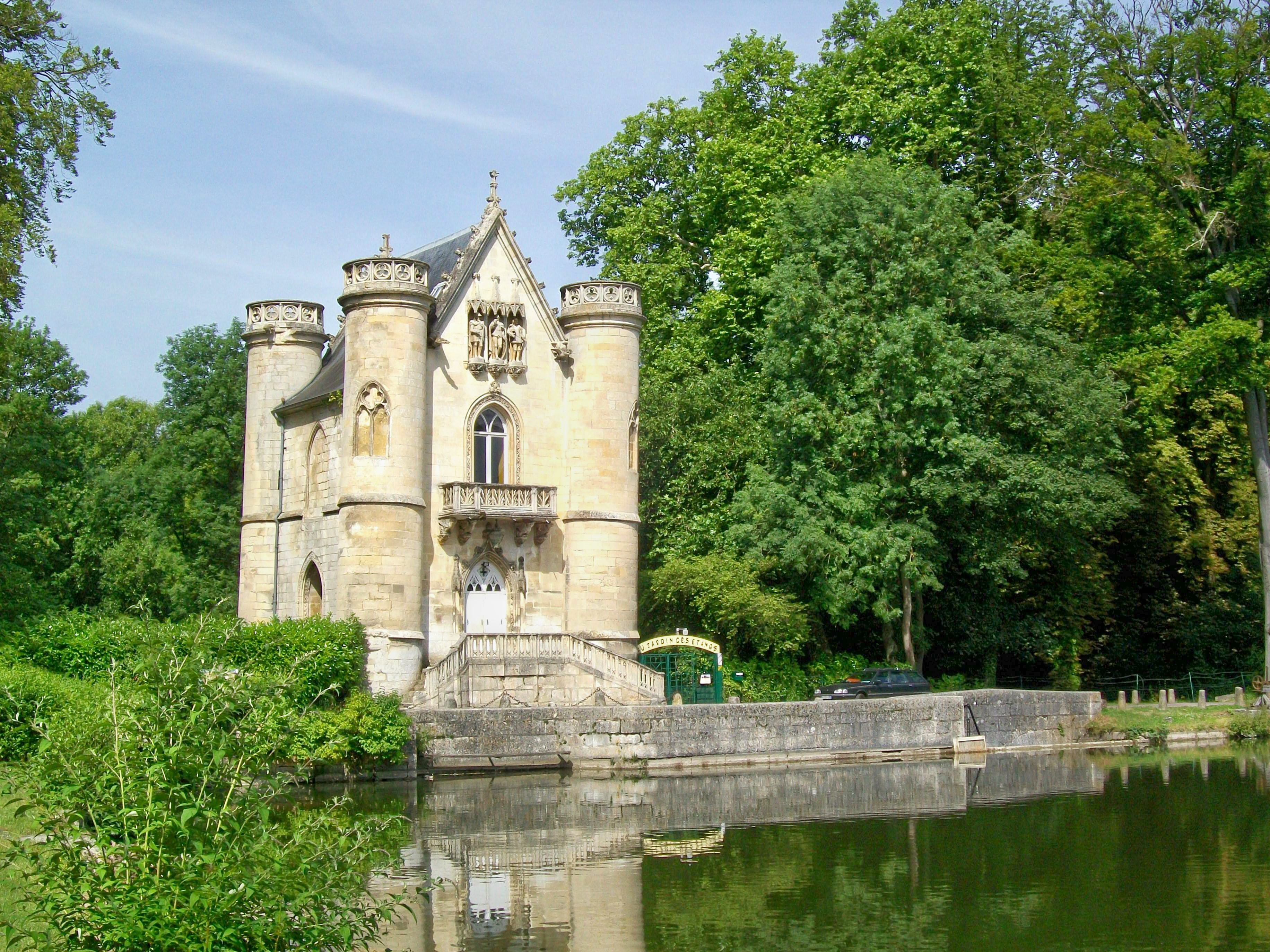
L'étang de la Loge et le château de la Reine Blanche.
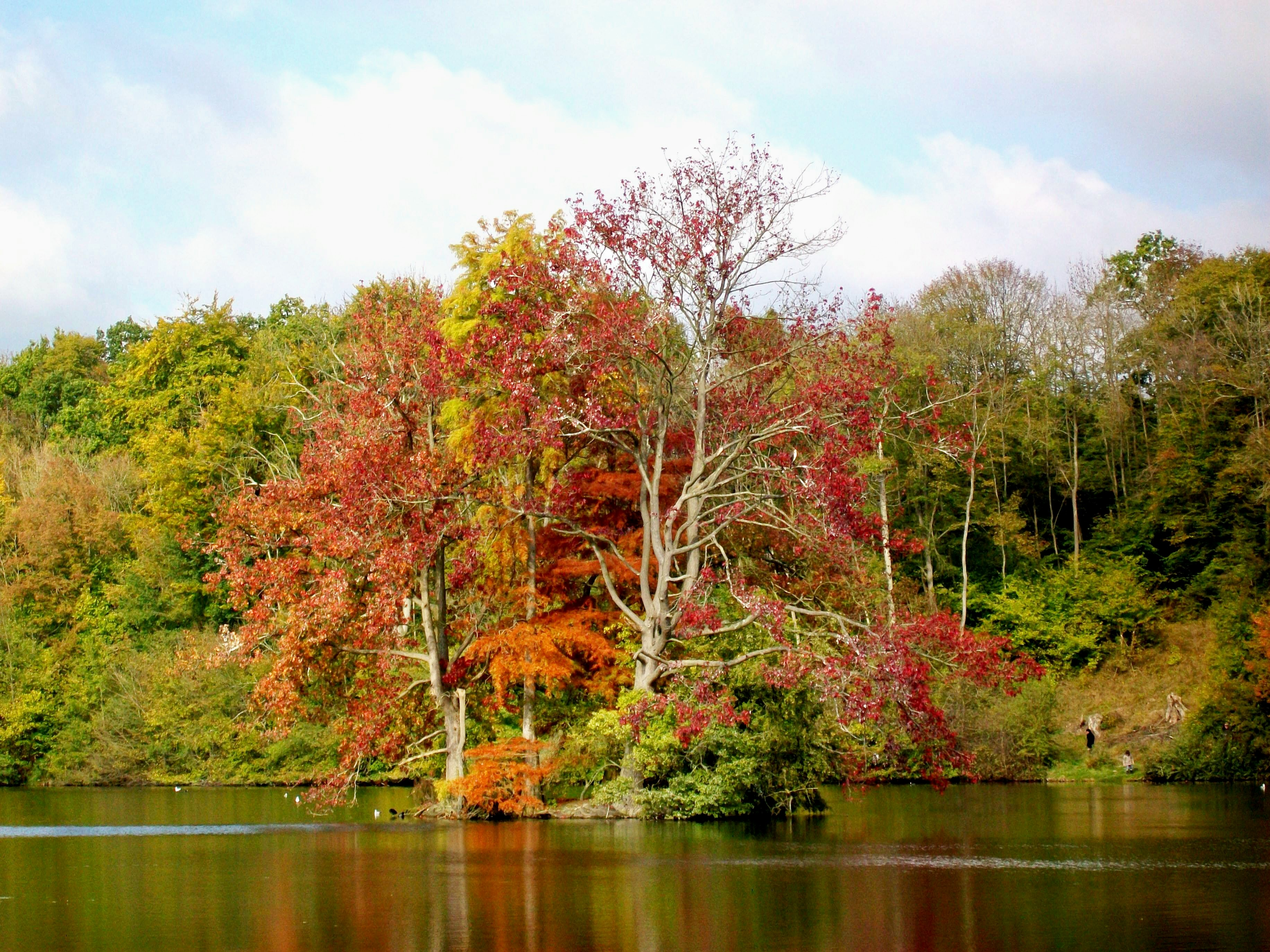
Couleurs d'automne sur l'île de l'étang Neuf, le deuxième étang depuis le château de la Reine Blanche.
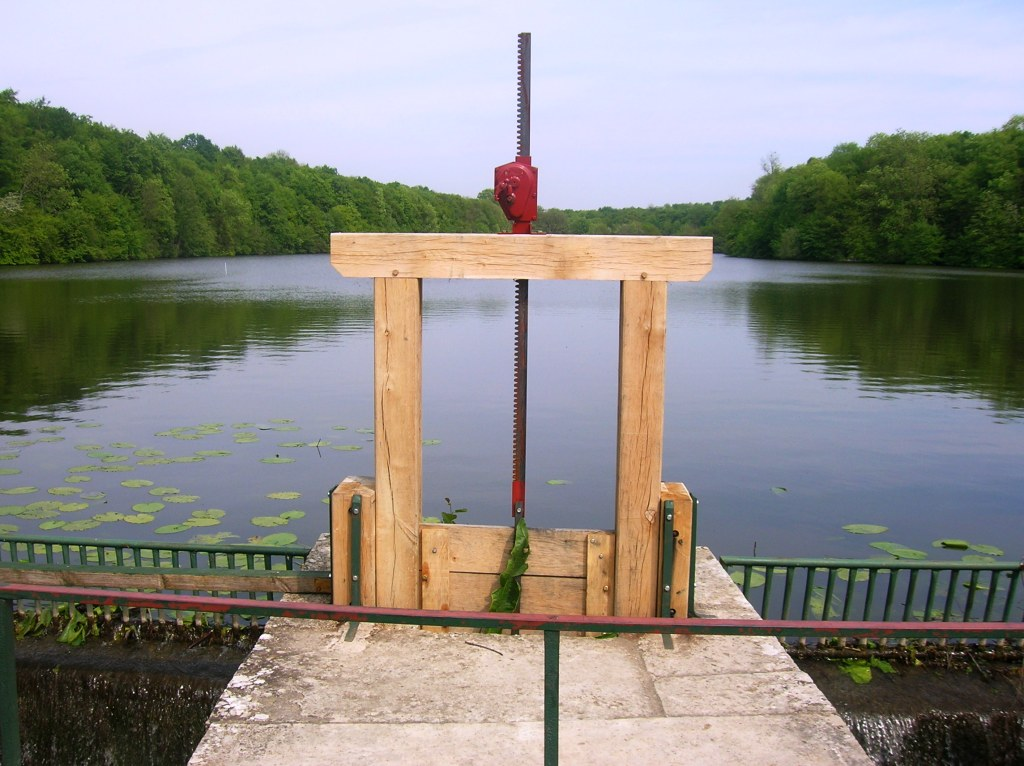
Vanne située entre l'étang Chapron et l'étang Neuf.
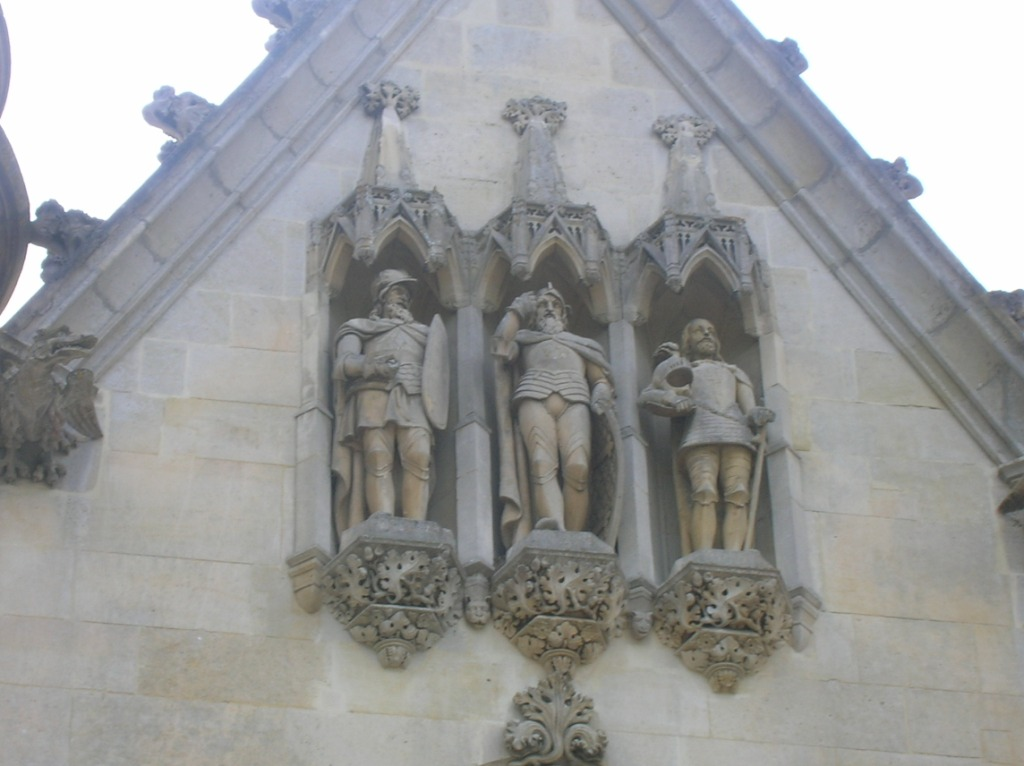
Les trois chevaliers du château de la Reine Blanche.